# Cornel Windlin
Cornel Windlin (* 1964 in Luzern; heimatberechtigt in Kerns, Obwalden) ist ein Schweizer Grafikdesigner, Plakat- und Schriftgestalter.

## Leben
Windlin machte seinen Abschluss an der Schule für Gestaltung Luzern und arbeitete ab 1988 in London für Neville Brody. Ab 1990 war er Art Director des The Face Magazins, machte sich 1991 selbstständig und kehrte 1993 in die Schweiz zurück.
Für die Spielzeit 2009/10 war er verantwortlich für die Konzeption des neuen Gesamterscheinungsbildes des Schauspielhauses Zürich während der Direktion von Christoph Marthaler und Barbara Frey. Die Gestaltung beinhaltete Hausschrift und Website sowie die Plakate, Programme, Flyer und Tickets der Aufführungen, wofür er von Gregor Huber und Rafael Koch unterstützt wurde. 2011 erhielt er dafür den Design Preis Schweiz, der alle zwei Jahre in verschiedenen Kategorien «herausragendes Schweizer Design» auszeichnet. Zur Saison 2010/11 wurde die Luzerner Agentur Velvet mit der Weiterführung beauftragt.
Bekanntheit erlangte er vor allem durch seine Arbeiten, die mehrere Auszeichnungen erhielten, sowie durch Ausstellungen und Vorträge. Zusammen mit Stephan Müller gründete er 1994 den Schriften-Verlag Lineto. Lineto.com entwickelte sich über die Jahre zu einem Netzwerk von Designern in der Schweiz, New York, London, Tokio, Stockholm, Wien und Berlin. Seit 2004 ist er für die Konzeption und visuelle Gestaltung der Vitra Home Collection verantwortlich. Von 2007 bis 2010 war Windlin Präsident der Jury der Schönsten Schweizer Bücher und löste in dieser Funktion François Rappo ab.
Windlin lebt in Berlin.

## Schriften
- AutoScape
- Cobra
- Dot Matrix
- Screen Matrix
- Gravur Condensed
- Liquid Crystal
- Luggagetag
- Lutz Headline
- Magda
- Mono
- Moonbase Alpha
- Thermo
- Water Tower
- Alpha Headline
- Gateway
- Vectrex
- Unica Custom

## Bücher
- Laurent Stalder, Cornelia Escher, Megumi Komura, Meruro Washida (Hg.): Atelier Bow-Wow. A Primer. Walther König Verlag, Köln 2013, Gestaltung: Bruno Margreth, Cornel Windlin.
- Project vitra: places, products, authors, museum, collections, signs. Birkhäuser Verlag, Basel/Boston 2008, ISBN 978-3-7643-8593-4.
- Public affairs: das Öffentliche in der Kunst. Katalog zur Ausstellung «Public Affairs. Von Beuys bis Zittel: Das Öffentliche in der Kunst»; Kunsthaus Zürich, 13. September – 1. Dezember 2002. Kunsthaus, Zürich 2002, ISBN 3-906574-16-4.
- Freie Sicht aufs Mittelmeer: junge Schweizer Kunst mit Gästen. Katalog zur Ausstellung 5. Juni – 30. August 1998, Kunsthaus Zürich; 6. Oktober – 22. November 1998 Schirn Kunsthalle Frankfurt. Kunsthaus, Zürich 1998, ISBN 3-906574-02-4.
- Endstation Sehnsucht. Katalog zur Ausstellung  2. Juli bis 28. August 1994. Kunsthaus, Zürich 1994, ISBN 3-89322-66-8.

## Preise und Auszeichnungen
- 2001, 2002, 2005, 2007: Die schönsten Schweizer Bücher
- 2005: Nominierung Design Preis Schweiz (für «Projekt Vitra» und «Lineto.com»)
- 2007: Schönste Bücher aus aller Welt (Bronzemedaille) (für «Vitra. The Home Collection 2007/2008»)
- 2008: Die schönsten Deutschen Bücher (für «Vitra. The Home Collection 2007/2008»)
- 2011: Design Preis Schweiz in der Kategorie Market A (für das Erscheinungsbild des Schauspielhauses Zürich)[5]

## Ausstellungen
- 1996: Universal. immer, überall, alles (zusammen mit Martin Heller)
- 2004: Frische Schriften. Leipzig